# Danny Ocean
Daniel Alejandro Morales Reyes, né le 5 mars 1992 à Caracas au Venezuela, plus connu sous le nom de Danny Ocean, est un chanteur, graphiste et compositeur vénézuélien,.
Entre 2009 et 2015, son nom de scène était Danny O.C.T..
Il s'est fait connaître pour le titre Me Rehúso en 2016.
En 2021, il collabore avec la chanteuse TINI sur la chanson Tu no me conoces.